# Siergiej Aleszkow

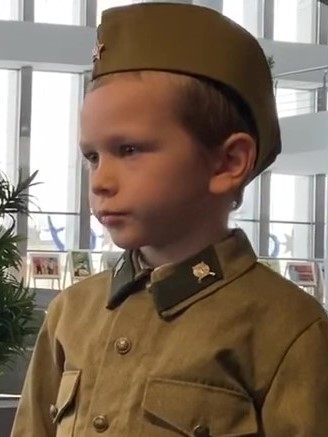
Andriej Andriejew jako Siergiej Aleszkow w filmie Sołdatik

Siergiej Andriejewicz Aleszkow (ros. Сергей Андреевич Алёшков, ur. 15 lutego 1936 w Gryniu, zm. 1 lutego 1990 w Czelabińsku) – najmłodszy uczestnik wielkiej wojny ojczyźnianej, syn pułku, wychowanek 142 pułku 47 Dywizji Strzelców Gwardii. Brał udział w bitwie stalingradzkiej, będąc najmłodszym obrońcą Stalingradu.

## Życiorys
Przed wybuchem II wojny światowej Siergiej Aleszkow mieszkał z rodziną w leśnej wsi Gryn (obecnie rejon uljanowski obwodu kałuskiego). Ojciec Siergieja zmarł przed wojną, pozostawiając czworo dzieci sierotami – Iwana, Andrieja, Piotra i najmłodszego Siergieja. Kiedy rejon ten został zajęty przez Niemców jesienią 1941 roku, wieś stała się bazą radzieckiego oddziału partyzanckiego, a jej mieszkańcy zostali partyzantami, w tym matka Siergieja i jego dziesięcioletni starszy brat Piotr, którzy zostali schwytani przez nazistów podczas jednej z akcji. Po torturach brat został powieszony a matka która próbowała uratować syna, została zastrzelona. W sierpniu 1942 roku partyzancka baza we wsi została zaatakowana przez Niemców; mieszkańcy uciekli, a Siergiej się zgubił. Kilka dni później, w stanie wyczerpania, został odnaleziony przez żołnierzy 142 pułku 47 Dywizji Strzelców Gwardii i przeniesiony za linię frontu, gdzie podczas pierwszej rozmowy z żołnierzami, pomylił swoje nazwisko i nazwał się Alyoshkin. 
8 września 1942 roku został oficjalnie adoptowany przez zastępcę dowódcy 510 Pułku Strzelców Gwardii Michaiła Worobiowa, wówczas jeszcze bezdzietnego kawalera. Uważany jest za najmłodszego syna pułku w historii wielkiej wojny ojczyźnianej. Na początku listopada 1942 roku wraz z pułkiem znalazł się pod Stalingradem. Tam uratował swojego nowego ojca, wzywając pomocy pod ostrzałem i biorąc udział w wykopywaniu zasypanej ziemianki z dowódcą pułku i kilkoma oficerami. Za ten wyczyn został odznaczony medalem „Za zasługi bojowe”.
Podczas walk Siergiej był kilkakrotnie ranny i kilkakrotnie znajdował się w sytuacjach zagrażających życiu. W 1944 roku na prośbę dowódcy 8 Gwardyjskiej Armii generała Wasilija Czujkowa został wysłany z Polski, gdzie wówczas przebywał ze swoją jednostką, do Tulskiej Suworowskiej Szkoły Wojskowej, w której okazał się być najmłodszym uczniem. Chociaż Siergiej lubił sport, dawały o sobie znać słabe zdrowie, kontuzje i nałóg palenia podpatrzonego u żołnierzy – z trudem się uczył i ostatecznie został wydalony ze szkoły wojskowej ze względów zdrowotnych.
Siergiej Aleszkow ukończył studia prawnicze w Charkowie, zamieszkał i pracował w Czelabińsku, gdzie przebywała wówczas jego zastępcza rodzina. Pełnił funkcję śledczego w prokuraturze, następnie prokuratora, a w ostatnich latach życia radcy prawnego w Czelabińskiej Fabryce Szkła Akrylowego. Był dwukrotnie żonaty i rozwiedziony. Zmarł na zawał serca na przystanku autobusowym w drodze do pracy, w wieku 53 lat.

## Film
W 2019 roku nakręcono rosyjski film o historii Siergieja Aleszkowa pod tytułem Sołdatik.